# Żylina (stacja kolejowa)

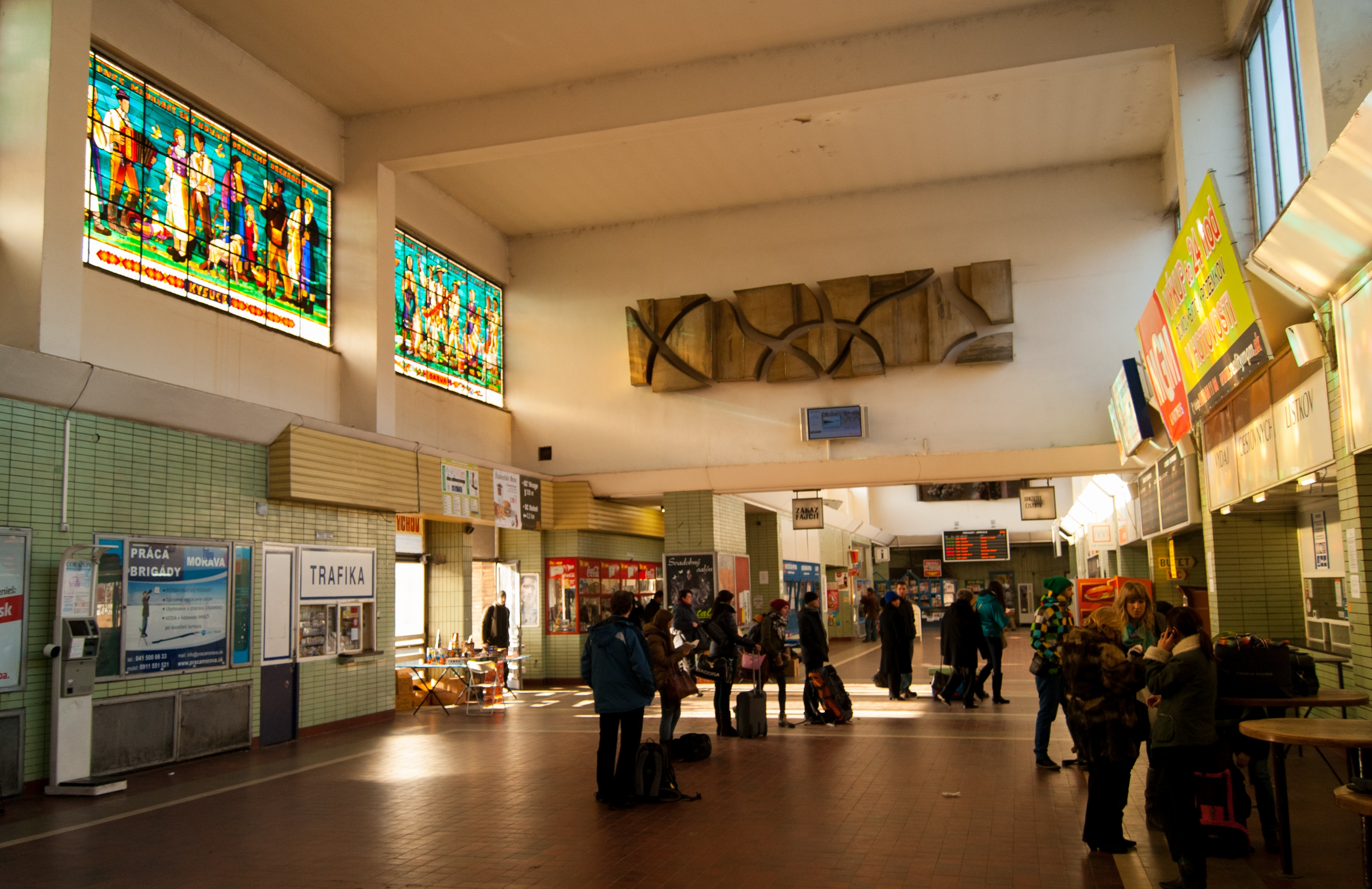
Stacja Żylina - wnętrze hali dworcowej

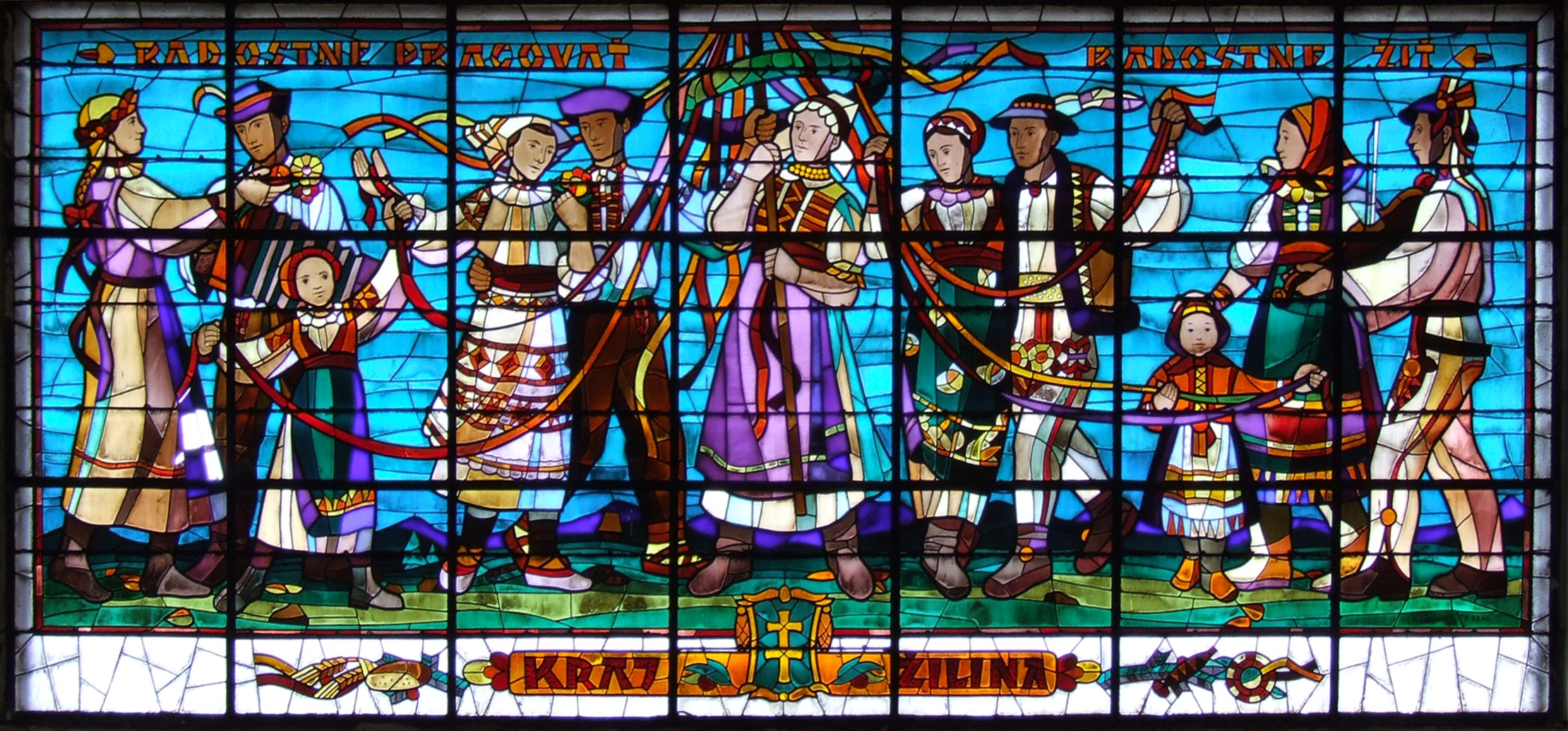
Jeden z witraży na dworcu

Żylina (słow. Žilina) – stacja kolejowa w Żylinie, w kraju żylińskim, na Słowacji. Jest stacją węzłową, w której łączą się cztery linie kolejowe: Bratysława – Żylina, Żylina – Rajec, Żylina – Svrčinovec zastávka oraz Żylina – Koszyce.

## Stacja

### Perony
Na stacji znajduje się siedem peronów: peron 1 jest dostępny z budynku dyspozytorni i przejścia podziemnego, perony 2 i 3 są wyspowe i można do nich dotrzeć przejściem podziemnym z 1. peronu i od ulicy Národnej. Perony 4 - 7 zbudowane są w ślepych zaułkach i dostęp do nich odbywa się z peronu 1 wokół budynku administracyjnego.

### Tablice pamiątkowe
Na lewo od głównego wejścia znajduje się tablica pamiątkowa upamiętniająca wyjazd transportów kolejowych spółdzielni produkcyjno-przemysłowej Interhelpo do Związku Radzieckiego, gdzie pomagały one w budowie przemysłu w Azji Centralnej. W przedsionku znajduje się tablica poświęcona ofiarom II wojny światowej spośród pracowników kolei.

### Usługi
W hali dworca prowadzona jest sprzedaż biletów na połączenia krajowe i międzynarodowe. Swoje centrum obsługi klienta ma tu także prywatny przewoźnik RegioJet. Na miejscu znajduje się także restauracja, kilka stanowisk sprzedażowych, przechowalnia bagażu i poczekalnia.

### Pociągi specjalne
15 marca 2025 roku Turystyka Kolejowa TurKol.pl uruchomiła pociąg specjalny "Olza" relacji Katowice - Rybnik - Cieszyn - Česky Tešin - Žilina - Česky Tešin - Cieszyn